# 潘賢妃
賢妃潘氏（けんひ はんし、? - 1148年）は、南宋の高宗の妃嬪。

## 生涯
開封府の人。医師の潘永寿の娘。初め、康王趙構（後の高宗）の側女を務めた。
靖康の変の際に、潘氏は側室の身分ではなかったため、金軍の連行を免れ、戦火を逃れて避難した。靖康2年（1127年）5月、高宗が即位すると、皇后に立てようとも考えられたが、呂好問の諫言のため沙汰やみとなり、賢妃となった。翌月、商丘で趙旉（元懿太子）を産んだ。
太子の薨去後、潘賢妃は元祐太后を奉仕することを理由に退かされた。後年、皇宮に召還された。紹興18年（1148年）、薨去した。

## 伝記資料
- 『宋史』
- 『靖康稗史箋證』
- 『三朝北盟会編』
- 『宋史記事本末』